# Diablo III: Reaper of Souls
Diablo III: Reaper of Souls — первое дополнение к игре жанра Action/RPG — Diablo III. Оно было представлено на Gamescom 2013 и разработано для платформ ПК и Mac, позднее выпущено на консолях нового поколения. Релиз дополнения в России и СНГ состоялся 15 апреля 2014 года.

## Сюжет
После того, как Диабло был повержен, Тираэль захотел спрятать Чёрный Камень Души от ангелов и демонов в Корвусе. В этом Тираэлю помогают хорадримы. Когда Камень спрятан, Тираэль внезапно произносит: «Спасибо вам, хорадримы. Работа окончена. Теперь вам нужно… Бежать!». Внезапно появляется ангел смерти Малтаэль. Он убивает всех хорадримов кроме последнего, отосланного Тираэлем, и хочет забрать себе душу самого Тираэля, но откидывает его в сторону и завладевает Чёрным Камнем души, в котором заточены владыки Преисподней, чтобы закончить войну между Небесами и Адом раз и навсегда, уничтожив всё человечество, которое Малтаэль воспринимает только как разновидность демонов.
Тем временем нефалем освобождает Вестмарш от слуг Малтаэля и убивает Урзаэля-Вестника смерти. Перед смертью Урзаэль говорит о Полях вечной битвы и о Пандемонии. Нефалем и Тираэль хотят отправиться туда.
По пути в Пандемоний нефалему приходится перейти через Кровавые болота и найти Корвус. Здесь приходится искать руны, чтобы узнать, где правильный вход. Внутри нефалем находит странные тотемы духов, скарабеев и монстров, созданных с помощью тёмной магии. Дойдя до главного зала, нефалем находит Адрию, но уже в облике демона-паука огромного размера возле котла с кровью. Нефалем убивает Адрию и выходит на Поля вечной битвы.
С помощью тарана нефалем проходит в Пандемоний. Там он видит человека из своего прошлого (всё зависит от класса): варвар видит своего предводителя, крестоносец — наставника, охотник на демонов — сестру… Этот человек рассказывает нефалему о Малтаэле. Нефалем отправляется в сердце крепости и убивает ангела смерти. В концовке Тираэль рассказывает о нефалеме, который остановил смерть, но однажды в нём может поселиться зло и он может убить всех нас.

## Обновление 2.0.1
26 февраля 2014 года состоялся выход обновления 2.0.1, которое является частью Reaper of Souls, не требующей активации дополнения, и внесло в игру такие изменения:
- Новая система получения добычи — Loot 2.0;
- Обновлённая система уровней совершенствования — Paragon 2.0
- Новая система сложностей игры

И многое другое.

### Кланы и сообщества
Любой игрок может создать клан или присоединиться к нему. После этого он получит возможность открыть окно клана, в котором видны все члены клана, их уровни, локации и даже 3D модели персонажей. Также, игроку будет доступен чат клана.
Игроки могут не только создавать кланы, но и вступать в сообщества. Можно присоединиться только к одному клану, но при этом стать участником нескольких сообществ.

### Добыча 2.0
В обновлении игры 2.0.1 была введена новая система получения добычи — Loot 2.0.
- Теперь игроки иногда получают «умную добычу»: это значит, что показатели предметов определяются в зависимости от класса персонажа.
- Свойства предметов теперь разделяются на две категории: основные и второстепенные. Основные показатели ощутимо влияют на силу и/или живучесть персонажа, а второстепенные позволяют увеличить мощь персонажа опосредованно. Теперь при расчёте свойств предмета не происходит конфликт между двумя этими категориями.
- Новые легендарные предметы теперь содержат уникальные свойства.

### Уровни совершенствования 2.0
В обновлении 2.0.1 была переработана система уровней совершенствования.

Теперь уровень совершенствования имеет не персонаж, а учётная запись — играя любым персонажем максимального уровня, игрок зарабатывает опыт для прокачки уровней совершенствования, при этом, ограничение по максимальному уровню совершенствования было снято.
Бонусы, получаемые за достижение новых уровней совершенствования, были изменены. Персонажи больше не получают фиксированную прибавку к основным характеристикам, а вероятность нахождения магических предметов и золота автоматически не увеличивается. Вместо этого вы сможете повысить характеристики, принадлежащие к одной из категорий: основные, атакующие, защитные и вспомогательные. При этом, получая уровни совершенствования, повышать характеристики в разных категориях можно только циклически каждые четыре уровня: на первом можно повысить только основную характеристику, на втором — атакующую, на третьем — защитную и на четвёртом — вспомогательную.

### Уровни сложности
Уровни сложности игры были полностью переработаны: старые сложности (обычный, кошмар, ад, пекло) и система «Сила монстров» были заменены на новые уровни сложности — обычный, высокий, эксперт, мастер и истязание. Выбрав сложность «Истязание», игрок может воспользоваться специальным ползунком с десятью позициями, который позволяет настроить дополнительные параметры уровня сложности. Каждый уровень сложности имеет свои награды и бонусы, которые можно увидеть в меню выбора сложности.
Уровни сложности теперь динамические — это значит, что уровень монстров растёт вместе с уровнем персонажа и для достижения максимального уровня, не нужно проходить кампанию несколько раз подряд на разных сложностях.

## Новые персонажи
Крестоносец — святой воин, использующий силу небес и двуручное оружие с щитом крестоносца, чтобы навсегда избавить Санктуарий от демонов.

## Новые ремесленники
Гадалка — новый ремесленник, который позволит игрокам заменить ненужное свойство предмета на другое, а также сменить облик своего снаряжения с помощью трансмогрификации.

## Режим приключений
Новый режим приключений даст игрокам возможность исследовать мир и играть в Diablo III так, как они сами пожелают.

Все врата странствий будут разблокированы, так что игроки смогут отправиться куда угодно в любой момент. Можно будет даже перемещаться между актами. В режиме приключений также будут доступны два новых игровых элемента: поручения и нефалемские порталы.

### Поручения
Поручения представляют собой случайные дополнительные задания. Благодаря этим заданиям игрок не только будет проходить тот или иной акт более последовательно и упорядоченно, но и сможет увидеть различные аспекты Diablo III во всей их полноте. Это 5 различных заданий разного вида, например убить редкого монстра, как Ядовит, убить босса, как Диабло, выполнить задание, как «Идол Ригнара» и убийство всех монстров в определённом месте, например в Жуткой пещере. Помимо этого, вы будете получать подобные задания каждый раз при начале игры в режиме приключений. С обновления 2.4.0 поручения меняются каждый реальный день.

### Нефалемские порталы
Нефалемские порталы — случайные подземелья, на прохождение которых понадобится около получаса. Сам Нефалемский портал бесконечен, однако когда вы убьёте достаточно монстров, придёт страж портала. Сами подземелья будут похожи на места из игры, но с другим оттенком.

### Кровавые осколки
Кровавые осколки — новая валюта, которую игроки смогут получать за выполнение поручений или убивая Кровавого Алчного гоблина. За эту валюту можно будет купить различные предметы, показатели которых определяются случайным образом (вы сможете выбрать только его тип (доспех, наручи, щит, одноручное\двуручное оружие и т. д.), аналогичный способ торговли присутствовал в Diablo II.) и только у специального торговца — Кадалы.

## Отзывы
| Сводный рейтинг       | Сводный рейтинг |
| Агрегатор             | Оценка          |
| --------------------- | --------------- |
| GameRankings          | 86,81 %         |
| Русскоязычные издания |                 |
| Издание               | Оценка          |
| Riot Pixels           | 77 %            |